# Бачборшод
Бачборшод (мађ. Bácsborsód) је село у Мађарској, јужном делу државе. Село управо припада Бачалмашком срезу Бач-Кишкунске жупаније, са седиштем у Кечкемету.

## Природне одлике
Насеље Бачборшод налази у крајње јужном делу Мађарске, уз државну границу са Србијом.
Историјски гледано, село припада крајње северном делу Бачке, који је остало у оквирима Мађарске (тзв. „Бајски троугао”). Подручје око насеља је равничарско (Панонска низија), приближне надморске висине око 115 m. Око насеља се пружа западни део Телечке пешчаре.

## Становништво
Према подацима из 2013. године Бачборшод је имао 1.179 становника. Последњих година број становника опада.
Претежно становништво у насељу су Мађари (97,6%) римокатоличке вероисповести. У малом броју су присутни Буњевци (1,2%) и Срби (0,5%).